# Jeppe Findalen
Jeppe Findalen er en dansk journalist. 
Han har været tilknyttet Ekstra Bladet og fra 2022 Frihedsbrevet.
Han modtog Cavlingprisen for 2021 sammen med blandt andre Nagieb Khaja for serien "Mettes uønskede børn" udgivet af Ekstra Bladet.